# Staveley (Derbyshire)
Staveley è una cittadina di 16 684 abitanti della contea del Derbyshire, in Inghilterra.